# Lac Nanita
Le lac Nanita (en anglais : Lake Nanita) est un lac américain dans le comté de Grand, dans le Colorado. Il est situé à 3 287 mètres d'altitude au sein du parc national de Rocky Mountain.